# Don't Don (canción)
"Don't Don" (en hangul, 돈 돈!; literalmente, «"Money, Money!») es una canción pop/rock escrita por Yoo Young Jin y Groovie K para la banda surcoreana Super Junior, fue lanzada el 20 de septiembre de 2007 como sencillo promocional de su segundo álbum de estudio Don't Don. El 21 de septiembre, el grupo realizó su presentación de regreso en el programa musical Music Bank donde interpretaron "Don't Don".

## Historia
"Don't Don" es la primera pista en Don't Don, una canción que combina rock, heavy beat, R&B, rap y dance pop. La canción debutó como parte del top 20 en la mayoría de listas musicales surcoreanas para la segunda semana de octubre. Compuesta, escrita y arreglada por Yoo Young Jin, la canción es característica de SMP (SM Music Performance), con una composición de riffs de guitarra, patrones de percusión, un solo de violín eléctrico y otros elementos musicales que la hacen un gran acto musical. La canción cuenta con varias partes de rap y un acompañamiento de violín a cargo de Henry Lau, quien luego se incorporaría a Super Junior - M.
"Don't Don" pronunciado como don donda en coreano, es un juego de palabras donde "don" (en hangul, 돈) significa dinero, y "donda" (en hangul, 돈다) significa para volverse loco. En un esfuerzo por promover un mundo más inocente y magnánimo para vivir, la letra manda un mensaje acerca de cómo el dinero, la hipocresía, y el cambio en la sociedad ha hecho del mundo un lugar trenzado y codicioso para vivir. La letra insta a quien lo escucha a transformar el mundo en un lugar donde la inocencia de los niños pueda ser preservada.

## Video musical
La coreografía de la canción fue elaborada por los miembros de Super Junior. Un cambio maduro de estilo de baile, que incluye movimiento pélvico (que fue visto por primera vez en su sencillo anterior "U"), pasos robóticos, transiciones suaves, y un segmento de baile en solitario logran un cambio dramático en la imagen de Super Junior. En el video musical, los miembros de super junior bailan en un ambiente de guerra, con fuego , explosivos, y aire caliente que los rodea. Los miembros son vistos huyendo de camiones y saltando por encima de grandes grietas, escapando del peligro. El video musical tiene dos versiones, en la segunda con escenas extras de Henry Lau, quien colabora con ellos, y un gran sol que se eleva en el cielo oscuro cerca del final. La temática del video muestra caos y confusión, similar a lo que expresa la letra aduciendo que el dinero ha hecho que el mundo se vuelva loco e hipócrita. 
Henry Lau toca el violín durante la parte de Breakdance en el video musical. En la mayor parte del video, sólo se ve bailar a doce miembros, Kyuhyun, debido a su lesión por el accidente de tránsito, solo aparece cuando le toca cantar.

## Recepción
"Don't Don" debutó en posiciones bajas en todos los sitios de música en línea. El 21 de octubre de 2007, ganaron su primer premio en el programa musical Popular Song de SBS, un mes luego de su lanzamiento. Su segundo premio llegó el 1 de noviembre de 2007 en M! Countdown de Mnet. A pesar del éxito en venta de álbumes, "Don't Don" no logró tanto reconocimiento como su sencillo anterior.

## Controversia
La colaboración de Henry Lau (aprendiz de SM Entertainment), quien toca el violín eléctrico durante un segmento de la canción, creó malestar en la base de fanes de Super Junior. Muchos fanes apoyaron inicialmente al cantante luego de ver su presentación en vivo junto al grupo, donde tocaba el violín mientras bailaba, pero luego de que SM Entertainment anunciará que Henry Lau se convertiría en miembro de Super Junior-M, nueva subunidad de Super Junior, los fanes se enfurecieron con la agencia por añadir un decimocuarto miembro al grupo original. Algunos fanes comenzaron a tratar mal a Henry y planearon un boicot con los productos de la empresa. Los fanes empezaron a gritar "Trece" durante las presentaciones de Henry junto a Super junior. Con la finalidad de parar estas acciones, SM Entertainment lanzó un comunicado diciendo que Henry no afectaría al grupo original, y que sólo tendría actividades dentro de la subunidad.

## Chart
| Chart (2007) | Posición | Nota             |
| ------------ | -------- | ---------------- |
| Chart Korea  | 1        |                  |
| M! Countdown | 1        | Programa musical |
| Popular Song | 1        | Programa musical |